# 我媽的希臘婚禮
《我媽的希臘婚禮》（英語：My Big Fat Greek Wedding 2），為美國2002年上映的電影中票房最高第五名並於2002年提名奧斯卡金像獎浪漫喜劇電影我的希臘婚禮續集；同前集一樣，由妮雅·瓦達蘿絲編劇與主演，由喬爾·瑞克執導。電影在加拿大多倫多拍攝。

## 情節
第一集中希臘裔美國人的女主角終於與他的非希臘裔心上人完婚，但18年後倆人發現到爸媽結婚證書竟然漏簽失效；因此，爆笑又怪咖的希臘家人，決定「幫助」這對老夫老妻，舉辦一場更盛大、更澎湃的希臘婚禮！最出乎意料的是他們正值叛逆期的女兒，宛如當年的女主角「翻版」；搞得雞飛狗跳，不可理喻……

## 卡司
- 妮雅·瓦達蘿絲 as Toula Portokalos-Miller
- 約翰·寇貝特 as Ian Miller, Toula's husband
- 愛琳娜・坎普里斯 as Paris Miller
- 蕾妮·卡珊 as Maria Portokalos
- 麥可·康世坦丁 as Kostas "Gus" Portokalos
- Andrea Martin（英语：Andrea Martin） as Aunt Voula
- 伊恩·戈麥斯（妮雅·瓦達蘿絲現實生活的丈夫）as Mike
- Gerry Mendicino（英语：Gerry Mendicino） as Uncle Taki
- 艾力克斯·沃爾夫 as Bennett
- 約翰·斯塔莫斯 as George
- Rita Wilson as Anna
- Joey Fatone（英语：Joey Fatone） as Cousin Angelo, Voula's son and Toula's cousin
- Gia Carides（英语：Gia Carides） as Cousin Nikki, Voula's daughter, Toula's cousin and best friend, and Paris' godmother
- Louis Mandylor（英语：Louis Mandylor） as Nick Portokalos, Toula's brother
- Bess Meisler as Mana-Yiayia, Toula's grandmother
- 羅伯·里戈爾 as Northwestern Rep
- Mark Margolis（英语：Mark Margolis） as Panos Portokalos, Kostas' brother from Greece

## 外部連結
- 官方网站
- 互联网电影数据库（IMDb）上《我媽的希臘婚禮》的资料（英文）
- Box Office Mojo上《我媽的希臘婚禮》的資料（英文）
- 豆瓣电影上《我媽的希臘婚禮》的資料 （简体中文）
- 爛番茄上《我媽的希臘婚禮》的資料（英文）
- Metacritic上《我媽的希臘婚禮》的資料（英文）